# Werner Edelmann
Werner J. Edelmann (* 17. August 1941 in Basel; † 12. Juni 2023 ebenda) war ein Schweizer Unternehmer und Präsident des FC Basel.
Edelmann wuchs als Sohn eines Bäckers in Basel auf und absolvierte eine kaufmännische Lehre, bevor er sich in den USA zu einer Anstellung bei General Electric weiterbildete. Für dieses Unternehmen kam er nach Basel zurück, wo er während 25 Jahren die Firma Piacag, welche Repros und Cliché produziert, leitete. Nach seiner Frühpension betrieb er einen Laden für italienische Spezialitäten in der Basler Innenstadt, welchen er 2000 jedoch wegen zu starker Konkurrenz schließen musste.
Am 14. Oktober 2002 wurde er zum Nachfolger von René C. Jäggi als Präsident des FC Basel gewählt. In diesem Amt wurde er von der bisherigen Vizepräsidentin und Mäzenin Gisela Oeri am 9. Mai 2006 abgelöst.
Edelmann war verheiratet und hatte drei Kinder. Er wohnte mit seiner Frau Barbara in Wallbach im Fricktal und betrieb dort eine Pferdezucht.